# Debetavan
Debetavan (in armeno Դեբետավան?, anche chiamato Debedavan; precedentemente Lalvar) è un comune dell'Armenia di 763 abitanti (2001) della provincia di Tavush.
Si tratta della comunità urbana più a nord dell'Armenia. Sorge lungo la riva destra del Debed (che in quel tratto fa da frontiera tra Armenia e Georgia), cinque chilometri a nord del paese di Bagratashen al quale è unito da una strada che scorre parallela al fiume e che rappresenta l'unico collegamento al resto dell'Armenia.
Si trova in una zona pianeggiante a vocazione agricola. Molti dei suoi abitanti sono profughi armeni scappati dall'Azerbaigian all'epoca della prima guerra del Nagorno Karabakh.